# キシュテム事故
座標: 北緯55度42分45秒 東経60度50分53秒 / 北緯55.71250度 東経60.84806度
キシュテム事故（キシュテムじこ、ロシア語: Кыштымская авария、英: Kyshtym disaster）は、1957年9月29日、ソビエト連邦ウラル地方チェリャビンスク州マヤーク核技術施設で発生した原子力事故（爆発事故）である。
事故発生地点であるチェリャビンスク-40（後にチェリャビンスク-65と改称、現在のオジョルスク）は当時地図に記載されていなかったため、近隣の町(キシュティム)の名前が付けられている。
ソ連から英国に亡命した科学者ジョレス・A・メドベージェフが発表した著作からウラル核惨事とも呼ばれる。1949年から1951年にかけてのテチャ川への液体放射性廃棄物投棄による下流地域住民の被曝事故や、1967年のカラチャイ湖の湖底放射性物質の再浮遊による汚染事故を包括することもある。
チェルノブイリ原子力発電所事故に次いで、放出された放射能量が2番目に多い原発事故であり、チェルノブイリ原発事故までは史上最悪の原発事故とされていた。 人口への影響度でランク付けされる国際原子力事象評価尺度（INES）でレベル6に分類される唯一の災害であり、レベル7の2つの事象（33万5,000人が避難したチェルノブイリ原発事故、15万4,000人が避難した福島第一原子力発電所事故）に次いで3番目に深刻な災害となった。少なくとも22の村が被曝し、約1万人が避難した。1週間後に避難した村もあったが、避難に2年近くかかった村も存在した。

## 背景

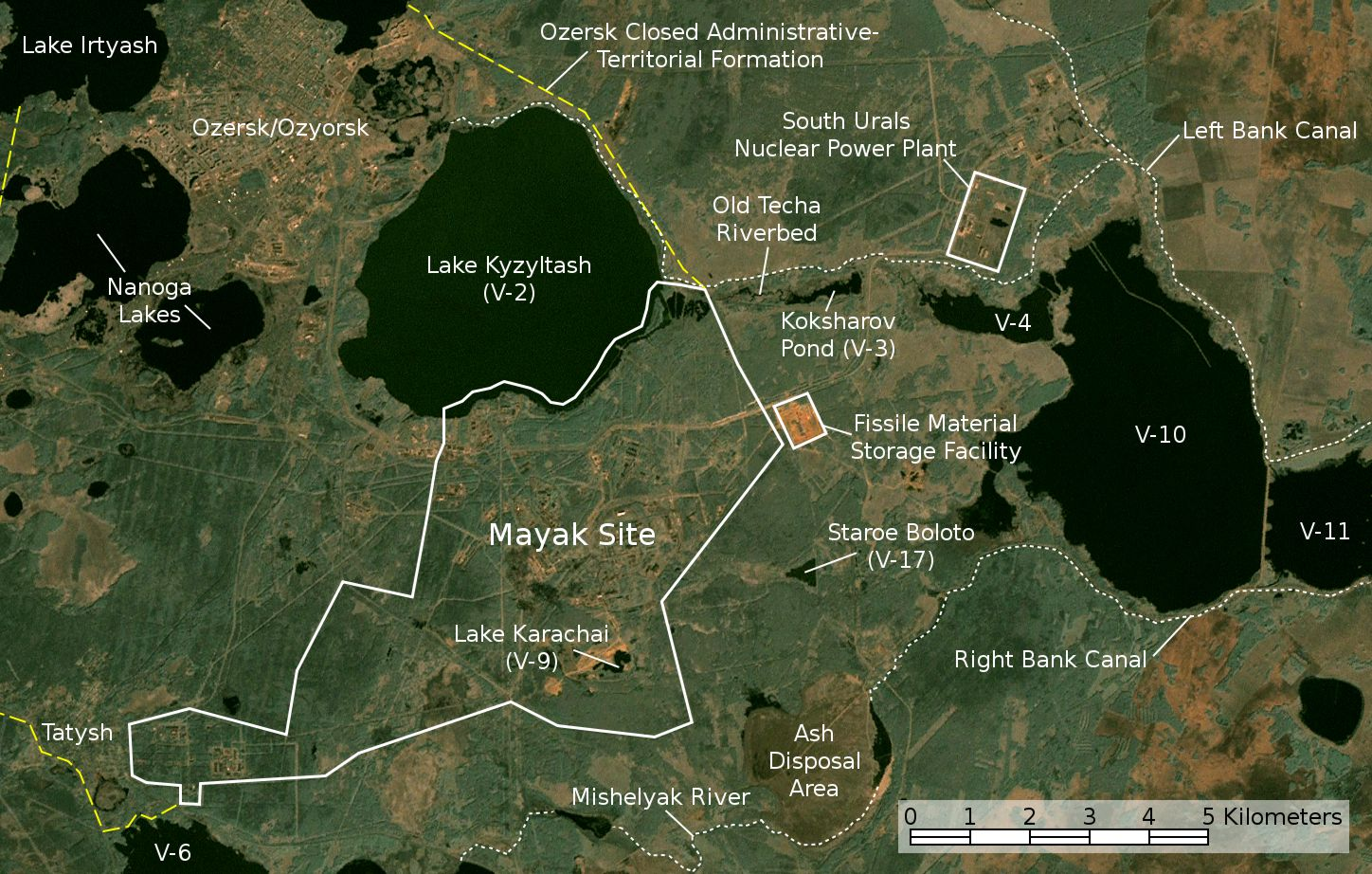
マヤーク核技術施設周辺の地図。カラチャイ湖（V-9）とテチャ川に築かれた貯水湖（V-4、V-10、V-11）がある。

1945年4月9日、ソビエト連邦人民委員会議はチェリャビンスク州に原子爆弾製造のための817号工場（後のマヤーク工場）を建設する法令を採択した:9。
1948年6月、ユーラシア初の工業用原子炉が定格出力を達成:9。
1949年1月、プルトニウムの分離・再処理工場が稼働開始。1949年2月、核燃料製造のための化学・冶金工場が稼働した。その後、同社は電離放射線源や原子力発電所用の核燃料も生産するようになった:9。
1949年以来、放射性廃棄物の計画的または非常放出が、開放水域に行われてきた。例えば、1949年から1951年にかけては、テチャ川（オビ川支流）に放流され、放射性廃棄物で著しく汚染された。放射線の危険性に関する知識と経験の蓄積に伴い、1951年10月28日以降、廃液の大部分は流れ出す川のないカラチャイ湖に排出されるようになり、低レベル放射能水のみがテチャ川へ排出されるようになった。1956年にV-10ダム建設が完了し、テチャ川への放射性廃液排出は完全に停止された。1949年から1956年までにテチャ川に排出された廃水7600万立方メートルの総放射能は約2,750,000キュリー (1.02×1017 Bq)であった:15。
1950年代から60年代にかけて、不完全な空気浄化技術のため、ヨウ素131や希ガスの放射性同位元素（特にアルゴン41）を含むガスやエアロゾルの放出が行われた。これらはマヤーク工場から最大70キロメートル離れた地点で検出された:9。
高レベル放射性廃棄物は、工場の特別な場所で、密封された特別貯蔵タンクに保管されるようになった。爆発が起きたのは、1950年代に建設された高レベル放射性廃棄物を貯蔵するタンクのひとつである。タンクの建設はArkady Alexandrovich Kazutov（1914-1994年）の監督下で行われた。当時のマヤークの建設主任技師はV. A. Saprykinだった。タンクそのものは、コンクリート製のジャケットに収められたステンレス鋼製の円筒である。
この施設の建設方法は、直径約18～20メートル、深さ10～12メートルの穴を掘削し、底と壁に補強材を間隔をあけて取り付け、コンクリートを流し込むというもので、その結果、コンクリート壁の厚さは約1メートルとなった。その後、ステンレス製のピンを溶接して廃棄物タンク本体を内部に設置し、直径1.5メートルの金属製シリンダーに連結され、上部に放射状の金属製トラス天井が作られた。これらのトラスの上に、厚さ約1メートルのコンクリートが打設された。厚さ2メートルの土で覆われたあと、カモフラージュのために緑の芝が敷かれた。
A. A. KazutovとV. A. Saprykinの対話が示すように、建設当時、使用済み核燃料貯蔵施設の構造の強度に疑問の余地はなかった：
他の報告によると、放射性廃棄物貯蔵施設は、高さ6メートル、外径8メートル、厚さ13ミリメートルの円筒形のステンレス製貯蔵タンクが2列に並んだコンクリート製の埋設構造で、タンクは全部で20基あり、各タンクの内容物の容量は300立方メートルだった。各タンクは、直径9メートル、深さ7.4メートル、側壁の厚さ0.8～1.2メートル、厚さ0.8メートル、重さ160トンの鉄筋コンクリートスラブで囲まれ、1～1.5メートルの土で覆われたコンクリート製のキャビンに収納されていた。この施設には、循環水冷却や換気装置、冷却水の水位や温度などの制御・測定装置があった:134。
タンクNo.14への放射性廃棄物の貯蔵作業は1957年3月9日から4月10日にかけて行われ、主にNaNO3、NaAcで256立方メートルが充填された:135。

## 爆発と放射性雲の形成
1957年9月29日16時22分（現地時間）、タンクNo.14が爆発した。爆発の40分前に、施設内で強い炎と黄色い煙が上がっていたことを、勤務中の職員が目撃している:136。
爆発はタンクNo.14を完全に破壊し、その場所に深さ約10メートル、直径約20メートルのクレーターを作り、タンク本体のプレートは最大150メートルの距離まで吹き飛ばされた。コンクリート製の蓋は20メートル以上離れた場所に投げ出され、隣接するキャビンNo.7とキャビンNo.13の蓋は1メートルほど移動した。半径1キロメートルの範囲では、建物のガラスが完全に破壊された。この爆発により、C-3複合施設は操業不可能となり、マヤーク核施設全体のオペレーションが混乱した:136。
破壊されたタンクからは、エアロゾル、ガス、コロイド粒子といった形で約2000万キュリーの放射性物質が大気中に放出された。現代の推定によれば、爆発生成物の高さは1100メートルに達した。爆発生成物の雲は北北東方向に移動した。放出された放射性物質の約90％は工場区域に沈着し、残りはチェリャビンスク州、スヴェルドロフスク州、チュメニ州の周辺地域に拡散した（いわゆる東ウラル放射性トレース（EURT, East Ural Radioactive TraceまたはEast Ural Radioactive Trail））。幅20～40キロメートル、長さ最大300キロメートルの細長い地帯が汚染された。放射能の主な構成核種は、γ線を放出する144Ce、95Zr、106Ruで、長寿命の90Srの寄与は比較的少なかった:137。
| 核種         | 物理学的半減期 | 放射能比% | 放射能(PBq) | 放射能(kCi) |
| ------------ | -------------- | --------- | ----------- | ----------- |
| 89Sr         | 50.5日         | 微量      | -           | -           |
| 90Sr +90Y    | 28.8年         | 5.4       | 2.0         | 54          |
| 95Zr +95Nb   | 64日           | 24.8      | 18.4        | 496         |
| 106Ru +106Rh | 374日          | 3.7       | 2.7         | 74          |
| 137Cs        | 30.17年        | 0.35      | 0.26        | 7.0         |
| 144Ce +144Pr | 285日          | 65.8      | 48.7        | 1316        |
| 147Pm        | 2.6年          | 微量      | -           | -           |
| 155Eu        | 4.7年          | 微量      | -           | -           |
| Pu           | -              | 0.002     | 0.0014      | 0.038       |

放射能汚染が100 Ci/km²を超える地域には約2100人、2 Ci/km²を超える地域には1万人以上の人々が住んでいた。合計で約27万人がEURT区域に住んでいた。

### EURT形成の時系列
以下はTolstikovのレポートによる：
- 1957年9月29日（日曜日）-現地時間16時22分。C-3複合施設においてタンクNo.14の爆発があった。
  - 19時20分。放射能雲が工場地域からスヴェルドロフスク州のカメンスク＝ウラリスキーに向かって移動した。
  - 9月30日22時または午前0時。放射能雲がチュメニ州に到達。
  - 23時頃、空に奇妙な輝きが観測された。この輝きの主な色はピンクと水色であった。光芒は当初、空の南西と北東の大部分を覆っていたが、その後、北西の方角でも観測された。
- 9月30日午前3時。放射性トレースの形成が完全に完了した（その後の移行は考慮せず）。

## 爆発原因
1957年10月11日、爆発の原因を究明するための特別専門委員会が設置された。委員会は科学者や原子力産業の専門家であるN. A. Bakh、I. F. Zhezherun、B. P. Nikolskyなど11名で構成された。化学者でソ連科学アカデミーの特別会員であったV. V. Fominが委員長に任命された。事故原因調査委員会のメンバーは、プルトニウムの核連鎖反応、水素爆発、放射性廃棄物から水分が蒸発することによって生じた硝酸塩と酢酸ナトリウムの乾燥塩の爆発という3つの可能性を提唱した。最初の2つは計算によって除外された。
高放射性廃液は崩壊熱を発するため、貯蔵タンクは循環水によって常時冷却される必要があった。1956年、そのうちの1つのタンクで冷却水位制御装置の故障が起こった。そのまま1年以上が経過し、廃棄物は熱によって乾燥し始め、爆発性の高い硝酸塩と酢酸塩が表層に生じた。偶発的な火花が塩を爆発させた。設計面では、ケーブル通路がタンクを横切るような不適切な位置にあったため、制御装置の修理が非常に困難であったという証言がある:136。
1997年の推定も、最も可能性の高い爆発原因として、化学的に活性な混合物である乾燥残渣の自然熱爆発を挙げている。強い酸化剤（硝酸ナトリウムや重クロム酸カリウム）を約78％、還元剤（酢酸ナトリウム）を約22％含む塩の混合物は化学的に活性な系であり、350℃以上に加熱されるとガス状生成物の放出を伴う発熱反応が起こるため、このような混合物は、加熱されると爆発する性質がある。爆発の引き金は、電気回路における電気火花である可能性もある:136。
爆発の規模は、1957年10月11日の中型機械製造省委員会の結論によればTNT火薬25～29トン相当、現場周辺の破壊状況の分析に基づく現代の推定では8トン〜170トン相当:136、または70〜100トン相当と推定される。

## 事故による汚染範囲と住民の避難
1957年9月30日午前4時、工場敷地内の放射能汚染レベルが初めて調査された。同日、工場とチェリャビンスク-40郊外の放射線状況の調査が始まった。放射能雲に覆われた近隣の集落で行われた最初の汚染測定は、放射線事故の影響が非常に深刻であることを示した。Satlykovo（18km）の照射線量率は最高300μR/s、Galikaevo（23km）は最高170μR/s、Yugo-Konyovo（55km）は最高6μR/sであった。
放射能汚染地域には、マヤーク工場のいくつかの企業、軍事キャンプ、消防署、囚人収容所、さらにチェリャビンスク州、スヴェルドロフスク州、チュメニ州の3地域にある217の集落、23,000平方キロメートルの地域、270,000人の人口が含まれていた。チェリャビンスク-40自体は風上にあったため放射性核種降下による直接的な被害は受けなかった。放射能汚染の90％はマヤーク工場区域に降り注ぎ、残りはさらに遠くへ拡散した。
ストロンチウム90の物理学的半減期が最も長く、骨に蓄積され生物学的半減期も長いことから、汚染はストロンチウム90で評価された。マヤーク工場境界でのストロンチウム90汚染は、β線総放射能で4,000～150,000Ci/km²であった。一般的な汚染区域は、ストロンチウム90汚染濃度のアイソラインによって限定された地域と仮定された。ストロンチウム90濃度0.1 Ci/km²以上の地域は23,000平方キロメートルであった。2 Ci/km²以上の地域は1,000平方キロメートルで、長さ105キロメートル、幅4～6キロメートルの狭い帯状の領域であった。:25。

### 事故による放射能汚染の対象となった集落のリスト
1993年のロシア連邦政府令によれば、1957年から1960年にかけての事故影響除去作業の一環として、以下の23の集落における住民の避難と除染が行われた：
チェリャビンスク州
- カスリー地区
  - Alabuga（ロシア語: Алабуга）
  - Berdyanish（ロシア語: Бердяниш）
  - Boevka（Boevskoye）**（ロシア語: Боёвка (Боевское)）
  - Bryukhanovo**（ロシア語: Брюханово）
  - Gusevo**（ロシア語: Гусево）
  - Igish（ロシア語: Игиш）
  - Kozhakul**（ロシア語: Кажакуль）
  - Krivosheino**（ロシア語: Кривошеино）
  - Maloe Troshkovo（ロシア語: Малое Трошково）
  - Maloe Shaburovo**（ロシア語: Малое Шабурово）
  - Melnikovo**（ロシア語: Мельниково）
  - Metlino（Voroshilovsky州立農場（ソフホーズNo.2））*（ロシア語: Метлино (Ворошиловский совхоз (Совхоз № 2))）
  - Satlykovo（ロシア語: Сатлыково）
  - Skorinovo**（ロシア語: Скориново）
  - Troshkovo（ロシア語: Трошково）
  - Yugo-Konevo（Konevskyタングステン鉱山の集落を含む）**（ロシア語: Юго-Конёво (Коневского вольфрамового рудника)）[12]
  - Fadino**（ロシア語: Фадино）

( * : 当時はクナシャク地区の一部、** : 当時はバガリャク地区の一部)
- クナシャク地区
  - Galikaevo（ロシア語: Галикаево）
  - Kirpichiki（ロシア語: Кирпичики）
  - Russkaya Karabolka（ロシア語: Русская Караболка）

（当時は3集落ともカスリー地区に属していた）
スヴェルドロフスク州
- カメンスク地区
  - Klyukino (Evsyukovo)（ロシア語: Клюкино (Евсюково)）
  - Tygish（ロシア語: Тыгиш）
  - Chetyrkino*（ロシア語: Четыркино）

（ * : 当時はポクロフスク地区の一部）
1993年のロシア連邦政府令によれば、以下はテチャ川への放射性廃棄物の流出により汚染された集落で、1959年から1962年にかけて住民の避難が行われた：
チェリャビンスク州
- アルガヤシ地区
  - Novoye Asanovo（ロシア語: Новое Асаново）
  - Techa-Brod（ロシア語: Теча-Брод）
  - Nazarovo（ロシア語: Назарово）
  - Staroye Asanovo（ロシア語: Старое Асаново）
  - Lesnye Polyany (Solovy)（ロシア語: Лесные Поляны (Соловьи)）
- カスリー地区
  - Metlino（ロシア語: Метлино）
- クラスノアルメイスキー地区
  - Baklanovo（ロシア語: Бакланово）
  - Brodokalmak*（ロシア語: Бродокалмак）
  - Vetroduika（ロシア語: Ветродуйка）
  - Osolodka（ロシア語: Осолодка）
  - Nizhne-Petropavlovskoye*（ロシア語: Нижне-Петропавловское）
  - Panovo（ロシア語: Паново）
  - Cherepanovo（ロシア語: Черепаново）

( * : 地域の一部において住民の避難が実施された)
- クナシャク地区
  - Zamanikha（ロシア語: Заманиха）
  - Kurmanovo（ロシア語: Курманово）
  - Karpino（ロシア語: Карпино）
  - Muslyumovo（ロシア語: Муслюмово）
  - 第42信託個人補助農場の居住地
  - Techinskaya地質調査団体の居住地
- ソスノフスキー地区
  - Bolshoye Isaevo（ロシア語: Большое Исаево）[13]
  - Gerasimovka（ロシア語: Герасимовка）
  - Ibragimovo（ロシア語: Ибрагимово）
  - Nadyrovo（ロシア語: Надырово）
  - Nadyrov Most（ロシア語: Надыров Мост）
  - Maloye Taskino（ロシア語: Малое Таскино）
- キシュテム地区
  - Tatysh （ソフホーズNo.1）（ロシア語: Татыш）

クルガン州
- ダルマートヴォ地区
  - Ganino（ロシア語: Ганино）
  - Dubasovo (Yasnaya Polyana)（ロシア語: Дубасово (Ясная Поляна)）
  - Zatechenskoye*（ロシア語: Затеченское）
  - Klyuchevskoye*（ロシア語: Ключевское）
  - Markovo（ロシア語: Марково）
  - Pershino*（ロシア語: Першино）
  - Chigineva* （ロシア語: Чигинева）

( * : 地域の一部において住民の避難が実施された)
- カタイスク地区
  - Anchugovo*（ロシア語: Анчугово）
  - Bugaevo*（ロシア語: Бугаево）
  - Lobanovo*（ロシア語: Лобаново）
  - N.Beloyarka（ロシア語: Н.Белоярка）
  - Progress（ロシア語: Прогресс）
  - Shutiha* （ロシア語: Шутиха）

( * : 地域の一部において住民の避難が実施された)
Muslyumovo村では、事故当時、ロシア系住民は避難したが地元のタタール系住民は避難しなかったとされる。2009年に、住民は代替住宅に移るか100万ルーブルを受け取って別の場所に移住するかの選択肢を与えられた。代替住宅を選んだ住民はMuslyumovo村からわずか2キロメートル先に建てられたNoveye Muslyumovo村に移住した。一部の人々はMuslyumovo村に住み続けている。
2009年時点で、Muslyumovo村におけるテチャ川水中のストロンチウム90濃度は10 Bq/Lであった。この値はNRB-99による緊急除染介入を必要とするレベルの2倍、ロシアの河川のバックグラウンドレベルの2000倍である。テチャ川とミアス川が合流した後のイセチ川の水（Mekhonskoe付近）では、ストロンチウム90濃度は0.82 Bq/Lであった。この値はNRB-99/2009の介入レベルの6分の1だが、河川のバックグラウンドレベルを約163倍上回っている。

### 汚染範囲にある交通網
チェリャビンスク市とエカテリンブルク市（当時はスヴェルドロフスク市）を結ぶ主要道路（現在の「ロシア連邦道路M5」）や、チェリャビンスク市からエカテリンブルク市やチュメニ市方面に向かうチュリロヴォーカメンスク-ウラルスキー（当時はシナルスキー）鉄道の一部もEURT区域にある。どちらもテチャ川を横断している。

### 汚染範囲の再測定
2002年から2003年にかけて、ストロンチウム90とセシウム137による土壌汚染のマッピング調査が行われた。汚染レベルが局所的に高い場所（NRB-99で規定されている値を超える）が特定され、Tatarskaya Karabolka、Novogornyiの一部地域でレベルを下げるための介入が必要であった。カラボルカ川（シナラ支流）の汚染レベルは事故初期のレベルよりは低いが、バックグラウンドレベルより依然高い。住民の被曝線量モニタリングの結果から、人為的被曝量は0.1〜0.3 mSv/年であり規制値1 mSv/年を超えていない。例外として、マヤーク工場から南東方向にあるNovogornyi、Muslyumovo、Khudaiberdinskiiの住民の一部は1 mSv/年を超えていた:126。

## 除染と復興作業
事故から3日目の1957年10月2日、中型機械製造省が設置した委員会（E. P. Slavsky大臣を長とする）がモスクワから到着した。委員会の任務は爆発の原因を究明することであったが、現場に到着すると、領土の汚染という事態の複雑さ、農業が発達した人口密集地における問題の未解明性から、他の多くの問題についての調査と意思決定が必要となった。その結果、ソビエト連邦保健省第3総局とソビエト連邦農業省が関与することになり、ソビエト連邦閣僚会議が全体的な管理を担当した。チェリャビンスク州とスヴェルドロフスク州の執行委員会も関与した。1958年5月、チェリャビンスク40から12キロメートルの地点であるEURT区域内（Metlino集落）に、マヤーク工場の下部組織として農業生産を研究するための生物地理生態学的実験研究ステーションが設立された。チェリャビンスク市には、レニングラード放射線衛生研究所（現サンクトペテルブルク・ロスポトレブナゾール放射線衛生研究所）の支部、および、総合農業研究放射線学研究所（現在の全ロシア獣医衛生・衛生・生態学研究所のウラル部門）が組織された。1962年12月、チェリャビンスク市に、ソビエト連邦保健省生物物理学研究所（現在のロシア連邦医療生物庁(FMBA)のA.I.バーナジアン連邦医学生物物理学センター）の第4支部（現在のウラル放射線医学研究センター）が設立された。この閉鎖的科学機関のスタッフは、テチャ川流域およびEURT区域で住民の健康診断と研究活動を行った。ソ連医学アカデミー生物物理学研究所、ソ連保健省生物物理学研究所、応用地球物理学研究所、ティミリャゼフ・アカデミー、モスクワ大学、全ソ連農業科学アカデミー農業物理学研究所、ソ連農務省土壌研究所、ソ連科学アカデミー林学研究所、全ソ連実験獣医学研究所など多くの研究機関が、放射線汚染、人体や野生生物への影響、防護措置の開発、電離放射線による長期被曝セーフティレベルの決定、農業利用の可能性を含む領土の復興に関する問題解決に参加した。
事故の社会的および経済的影響は非常に深刻なものであった。何千人もの人々が居住地を離れることを余儀なくされ、多くの人々が長期にわたる経済活動の制限という条件のもと放射性核種で汚染された地域に住み続けた。事故によって水域、牧草地、森林、耕地が放射能汚染にさらされた。106,000ヘクタール (1,060 km2)の土地（そのうち54％が農地）が経済利用から外された。軽工業、淡水湖と塩湖で行われていた水産業、資源戦略的に重要だったコネフスキー鉱山とボエフスキー鉱山は閉業に追い込まれた。すでに汚染されていたテチャ川上流域はさらに汚染され、シナラ川とピシュマ川上流域、イセチ川中流域からシナラ川とテチャ川の合流点までの流域（トボル川流域）もEURT区域に入った。
以下の３つの目的を達成するために、事故影響の除去作業が行われた。
1. マヤーク工場の操業を再開する
2. 工場の従業員を含む住民の、外部被曝や内部被曝からの保護
3. 農林業の回復

相当量の放射線を受けた何十万人もの軍人（予備役含む）や民間人が、事故の影響の除去に関与した。これらの活動はいくつかの段階を経て実施された：
- 爆発後24時間の間に、軍部隊の軍人と囚人は被災地から撤退した。事故後初期、放射性核種は自動車のタイヤや靴に付着して汚染区域からマヤーク工場社屋やオジョルスク市内に持ち込まれた。

- 爆発から7～10日後、最大22km圏内の集落（Berdyanish、Satlykovo、Galikaevo、Russkaya Karabolka、合計1383人）の住民の避難が決定された[8]。人々は事前に着替えを含む完全な除染を受けて他の地域に避難させられた。避難住民に放射能のことは知らされなかった。建物は破壊され家畜は処分され掘削溝に埋められた。避難は、この出来事の会計処理と金銭補償処理のために遅れた。その時点で、これらの住民はすでに52レム (0.52 Sv)の等価線量を被曝していた。

- 事故から2年の間（1957年〜1959年）に、企業と都市区域が除染され、300,000立方メートルの表土が掘削・埋設された。一定期間内に生物に摂取されても病理学的変化を引き起こさない、作物や飼料に含まれる放射性核種の最大許容レベルが設定された。1308トンの穀物、104トンの肉、240トンのジャガイモ、66.6トンの牛乳が埋却処分された。しかし、この量はEURT区域の農場における食料や飼料のわずか2〜3%であった。EURT区域の残りの未除染地の放射性核種は、住民の体内に入り続けた。そのため、1957年11月に結成された政府委員会が調査を実施した結果、1958年2月3日までに、Yugo-Konevo、Alabuga、タングステン鉱山の集落が集中汚染地域に当たることが判明した。汚染地域の住民（4,650人）の避難と、汚染地域にある25,000ヘクタール (250 km2)の耕地の除染が必要であった[21]。その結果、事故から330日後、ストロンチウム90の汚染レベルが80 Ci/km²の地域から、3,860人が避難した。次の段階の住民避難は事故から700日後に行われた。事故発生から合計すると、23の集落から12,763人が避難した[5]:26。

- 1958年から1959年にかけて、降下した放射性核種が風によって汚染地域から清浄地域へ拡散するのを抑え、集落からの追加避難を防ぎ農業従事者の被曝レベルを下げるための対策が、EURT区域で取られた。この目的のために（主に避難住民の中から）特別部隊が作られた。建物、食料、飼料、住民の所有物は処分され、埋められた。そのうちのいくつかは、松の植林地に置き換えられた。約20,000ヘクタール (200 km2)の耕地が、一定の深さ（60センチメートルまで）で掘り返され、除染された。粉塵の発生を抑えるため、掘り返しは農業用プラウで行われた。最も汚染された場所の一部は掘り起こされ、きれいな砂や土で埋め戻された。食品、飼料、農産物の放射線管理システムが確立され、農場自体も再整備された。種子生産（地域の他の農場の種子として使用するための種子の生産）と家畜生産（食物連鎖において、動物の軟組織への放射性核種の蓄積は、作物製品よりもはるかに低いことが判明した）に重点が置かれた。多くの非管理的な個人農場やコルホーズの代わりに、集中管理・統制されたソフホーズが設立された。また、生産された農産物は、国内の他地域への流通は制限され、主にEURT区域内とチェリャビンスク40市での消費向けに、厳格な放射線管理のもと出荷された。

- 1959年末、ストロンチウム90の初期汚染レベルが4 Ci/km²の隔離区域（約700平方キロメートル）に囲まれた領域に保護区域が設定され、区域外への汚染や放射性物質の移動を避けるため、住民の立ち入りや、野生のベリーやキノコの採取、狩猟、漁業を含むあらゆる種類の経済活動が禁止された。区域内の保護体制の遵守は警察によって行われ、放射線状況のモニタリングは衛生疫学局に委託された。風食、排水、野生動物による放射性核種の持ち出しの可能性を考慮して、保護区域の周囲に沿って幅5kmまでの監視区域が設定された。以下の湖において、漁獲が禁止された： 
  - Alabuga湖
  - Berdyanish湖
  - Bolshoy Igish湖
  - Kuyanysh湖
  - Kozhakul湖
  - Malye Travyanoye湖
  - Malye Igish湖
  - Travyanoye湖
  - Uruskul湖
- これら湖の総面積は3,800ヘクタール (38 km2)にもなる。EURT区域の中央部にあるいくつかの水域におけるβ線放出核種の全放射能は、1,000〜10,000 Bq/Lに達した[22][23]。

- 1960年から1970年にかけて、ストロンチウムの蓄積の少ない作物種の選択、土壌の特殊な耕作方法、維持管理、家畜の飼育、農産物の加工など、一定の制限を考慮した上で、農業を営める可能性が立証された。

- 1982年までには、以前は除外されていた地域の約85％が経済活動の対象に戻った。

- 1990年までに、事故初期はストロンチウム90濃度が150～370 kBq/m²であった地域の農業企業は、約150万トンの穀物、20万トンの牛乳、6万トンの肉を生産できるまでに回復した。牛乳中のストロンチウム90含有量は3～4分の1、肉では2～7分の1に減少し、この地域の（生物に統計学的に検出可能な異常を引き起こさない）許容レベルを下回った。Uruskul湖とBerdyanish湖以外の湖での漁業も解禁された（マヤーク特別水域「V-3」～「V-17」を除く）。

キシュテム事故の被害者および除染作業に従事した人々は社会的補償を得ており、チェルノブイリ事故の被害者および除染作業人と同じカテゴリ対象となっている。

## 東ウラル保護区
汚染地域が周辺住民に及ぼす危険な影響を防ぐため、1959年、ソ連政府は、EURT区域に特別な体制を持つ保護区域を設定する決定を下し、1968年、この地域に東ウラル保護区が設立された。この区域は、ストロンチウム90濃度が2〜4 Ci/km²以上である領域として規定されており、面積は約700平方キロメートルであった。この区域の土地は一時的に農業に適さないとされている。土地や森林、水域の使用、耕作や種まき、薪割り、干草の刈り取り、牛の放牧、狩猟、魚釣り、キノコやベリーの採取は禁止されている。特別な許可なく区域内に立ち入ることはできない。
放射性核種が沈着したのが晩秋であったため、この地域のほとんどの植生はすでに休眠期に入っており、ほとんどの動物は若い個体の成熟が完了していた。電離放射線の野生環境への影響がはっきりと現れ始めたのは1958年の春であった。最も汚染された地域では、松の樹冠の部分的な黄変や完全な黄変、白樺の樹冠の減少が観察された。1959年の秋までには、松の木は完全に枯れ、その汚染レベルはストロンチウム90濃度6.3～7.4 MBq/m²であった。白樺は松よりも放射線耐性があり、樹冠の枯死はより高い汚染レベルで観察された。汚染は草本植物の枯死も引き起こし、土壌生物を含む温血動物や冷血動物の種にも影響を与えた。その後、森林上層部の不在による土壌の変化と日射量の増加により、背の低い植物の成長が促進され、草木の構成が変化した。樹種によって電離放射線の影響に対する感受性、抵抗力、適応力が異なることが判明した。放射線の影響を受けた白樺の林は幹から再生したのに対し、松林の再生はかなり遅かった。完全に枯死した松林はもはや再生されず白樺林か松をわずかに含む白樺の混合林に取って代わられた。1980年時点では、短寿命放射性核種のほとんどが壊変し尽くしたため、電離放射線の吸収線量は、初期線量に比べ、松の樹冠は2000分の1、牧草は300分の1、白樺の樹冠は100分の1、土壌に生息する無脊椎動物は10～30分の1に減少していた:39-41。
1996年、2004年、2008年でのEURT区域の森林火災では、放射性核種が大気中に放出され、火災現場から10キロメートル離れた地点で放射線レベルの変動が観測された。

## カラチャイ湖
1967年4月、カラチャイ湖の水位低下によって、露出した湖岸からストロンチウム90、セシウム137、セリウム144を含む風塵が巻き上げられ、EURT区域が追加汚染された。ストロンチウム90濃度0.2 Ci/km²を境界線とすると、湖から東と北東の方向にある湖周辺地域の総汚染面積は1,660平方キロメートル（総放射能は800キュリー）、セシウム137濃度0.2 Ci/km²を境界線とすると4,650平方キロメートル（総放射能は2,360キュリー）であった:33。
1967年9月にカラチャイ湖の廃止が決定され、いくつかのステップに分けてカラチャイ湖の埋め立て作業が行われるようになった。2015年11月に埋め立て作業が完了し、カラチャイ湖はもはや存在しない。しかし、地下水による汚染拡散の懸念はまだ残っており、モニタリングが続けられている。

## その他のイベント
キシュテム事故後、ソ連の科学者たちは高レベル放射性廃棄物のガラス固化体処理技術の開発を強化した。1987年、この技術はマヤークの工場で産業ベースとなった。マヤークの2013年の報告書によると、「ガラス固化部門の23年間の稼働期間中、4つの電気炉で放射能6億4300万キュリーの液体放射性廃棄物がガラス固化され、6200トンのアルミニウムリン酸塩ガラスが生産された」。
1957年の事故は、同地域の他の放射能汚染も併せて、原子力エネルギーとそれに関連するあらゆるものに対する住民の極めて否定的な態度を形成した。特に、南ウラル原子力発電所の建設に影響を与えた。1991年のチェリャビンスク住民投票では76%が建設に反対した。
汚染された湖や貯水池での漁業は禁止されているものの、チェリャビンスク州の市場では最大許容濃度を超える放射能を含む魚が発見されることがある。

## 被曝放射線量
この事故により、ソ連内務省の原子力施設警備隊員1,007人が被曝し、このうち50レントゲンを超える被曝をした12人が入院、10〜50レントゲンの被曝をした63人が医療観察下に置かれた。
一般公衆の被曝線量は急性放射線障害を引き起こすほど高くはなく、慢性放射線症候群を発症する閾値に達する線量はテチャ川上流域の3つの集落でのみ記録された。全体として、慢性放射線症候群と診断されたのは66例であった
テチャ川のケースと同様、EURT区域（テチャ川流域と合わせて約80,000人を含むデータベース）で事故に被曝した30,417人の集団（コホート）が特定され、長年にわたって追跡調査が行われた。その対象は、ストロンチウム90の汚染レベルが2Ci/km²の境界線に囲まれた区域内に住んでいた住民および区域に隣接する13の村の住民で、1988年以前に生まれた人とその子孫である。
- 事故前に生まれており移住した住民：約8,400人
- 事故前に生まれておりEURT区域に住み続けた住民：約9,600人
- 移住した住民の子孫：9,492人
- EURT区域に住み続けた住民の子孫：約3,000人

事故後30年間で、これらの人々の19％が、移住のために追跡できなくなりモニタリング対象から外れた:50。
最大実効線量1シーベルトを受けたのは、事故当時2〜7歳で事故後7～14日間に避難した子どもたち、および、事故当時1～2歳でそれ以外の時期に避難したかまたは汚染地域に住み続けた子どもたちであることがわかった:50。
EURT区域の住民に対し、外部γ線被曝による実効線量が顕著であったのは事故後数ヶ月間だけで、主な寄与はストロンチウム90（標的臓器：骨および赤色骨髄）とセリウム144（標的臓器：消化管および肺）による内部β線被曝であった。30年間で、避難せずEURT区域境界付近に住んでいた住民の累積実効線量は平均12ミリシーベルト（赤色骨髄への等価線量は約25ミリシーベルト、骨への等価線量は約80ミリシーベルト）とされる:51。
住民避難が行われなかった集落であるTatarskaya Karabolka村でのがんの発生率は、全国平均の5～6倍とする報告もある。

## 事故に関する報道

### 誤った情報
1957年9月29日の爆発後、高さ1キロにも及ぶ煙と塵の柱が立ち上がり、オレンジ色の光を放った。これはオーロラのような錯覚を引き起こした。1957年10月6日、『チェリャビンスク労働者』紙に以下の記事が掲載された：

### 事故情報の公開
長い間、ソ連ではこの大事故について何も報道されなかった。ソ連政府は、国民からも、放射能汚染地帯であるウラル地方の住民からも情報を隠した。しかし、1957年の事故を完全に隠蔽することは事実上不可能であった。放射性物質で汚染された地域が広かったこと、事故後の作業に多くの人々が参加し、事故後に各国へ移動したことが主な理由である。
事故が初めて報道されたのは1958年4月13日、コペンハーゲンの新聞『Berlingske Tidende』によるものである。しかし、この報道は不正確であり、事故は核実験によるもので事故発生時期も1958年3月とされていた。
1976年11月、ソ連から英国に亡命した科学者ジョレス・メドヴェージェフは英科学誌『ニュー・サイエンティスト』内での短信において、1958年に埋蔵放射性廃棄物が爆発し、何万人もの人々が影響を受け、数百人が死亡したと述べた。当時の英国原子力庁長であるJ. M. Hillはこの報告書をSFだと断じた。ソ連からイスラエルに移り住んだ物理学者L. Tumermanは、同年12月、1950年代後半に発生した事故から数年後に被害現場を訪れたことをインタビューで答えた。メドヴェージェフは２冊の著作『ソビエトの科学』『ウラルの核惨事』の中で、1957〜58年の冬にチェリャビンスク州に大規模な汚染地帯が形成されたことを記した。西側では反響があったが、ソ連はこの情報を否定した。
1980年、オークリッジ国立研究所のアメリカ人科学者による論文「1957-58年のソ連における原子力事故の分析(Analysis of the 1957-1958 Soviet nuclear accident)」が『サイエンス』誌に発表された。論文では、事故後、多くの集落が地図から消えていること、テチャ川下流域に貯水池が建設されていること、漁業統計に汚染されたとみられる湖からの放流記録が無いことが示されている。

1989年7月、ソ連最高会議において、マヤーク工場の爆発事故の事実が初めて確認された。その後、ソビエト連邦最高会議環境委員会と衛生委員会の合同会議においてこの問題に関する公聴会が開かれ、ソビエト連邦原子力産業第一副大臣N. B. Vasilievichによる総括報告が行われた。1989年11月、国際原子力機関のシンポジウムで、事故の原因、特徴、放射線生態学的影響に関するデータが国際科学界に公開された。このシンポジウムでは、マヤーク工場の専門家や科学者が事故に関する主な報告を行った。その一方で、1949年から1956年のテチャ川の汚染や、放射性核種で汚染された水が滞留する広大な湿地帯、カラチャイ湖、汚染の影響を受けた居住地については、一切報告されなかった。1989年7月18日の最高会議の公聴会でさえ、生物物理学研究所の副所長でソ連科学アカデミーの会員であるL. A. Buldakovは次のように述べている。

3年間、我々は絶えず、組織的に人々の健康を監視してきた。幸いなことに、放射線病は1件もなかった。
—L. A. Buldakov。

### 現地関係者のコメント

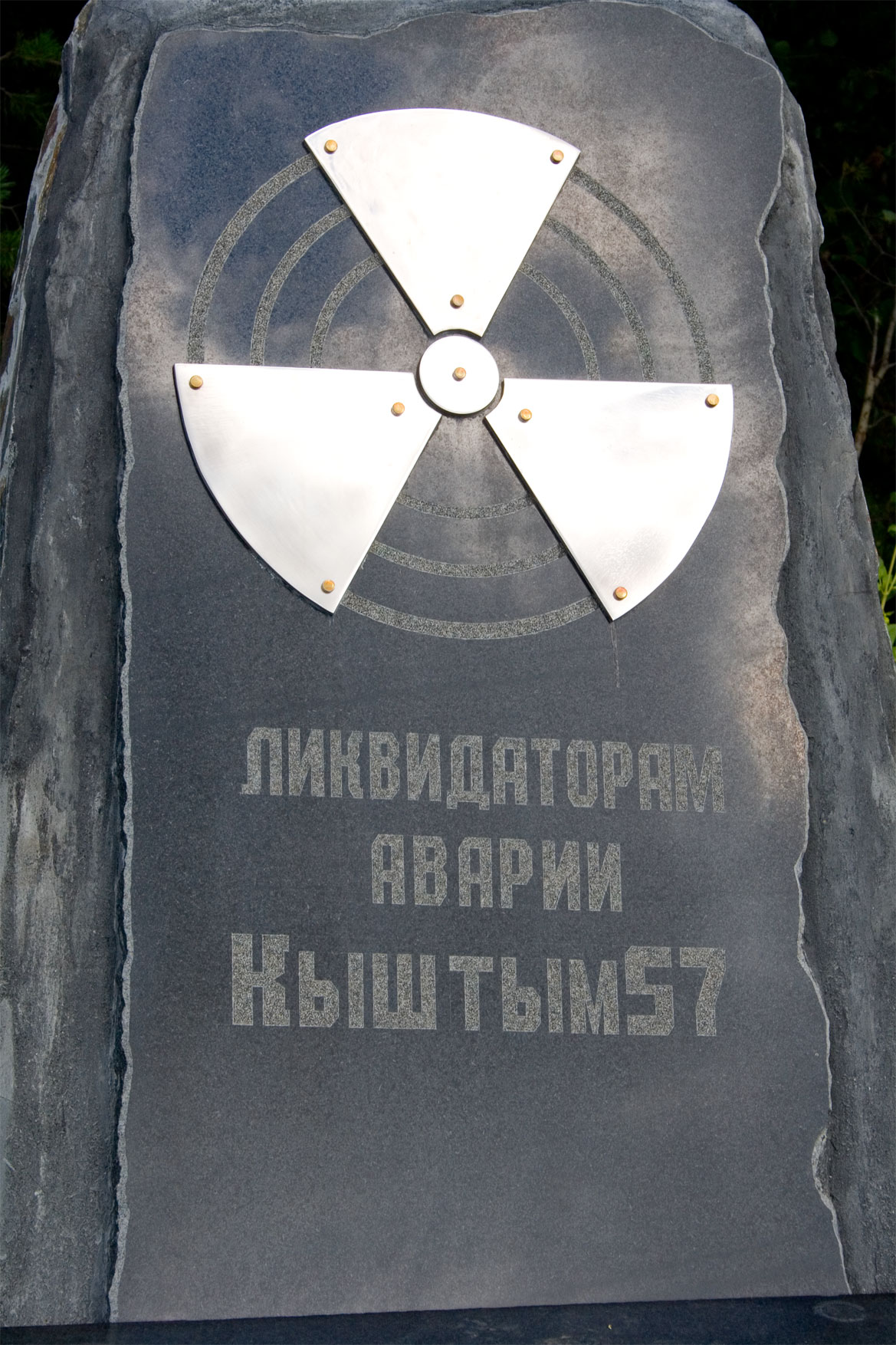
キシュテム市に建てられたリクビダートルの記念碑

### 近年における公的機関の対応
2011年7月、チェリャビンスク州の行政は、キシュテム事故とカラバシュ市の環境問題に関連する検索ワードに対するグーグルとヤンデックスの検索エンジンの最初の10個のリンクに、「チェリャビンスク市とチェリャビンスク州の環境状況に関する肯定的または中立的な評価」を含む資料を含めることを条件とする注文書を提出した。注文書では、以下のクエリ：「オジョルスク」「カラバシュ」「マヤーク事故」「オジョルスクマヤーク生産共同体」「テチャ川」「ムスリュモヴォ」「チェリャビンスクの放射能」「キシュテム事故」「カラバシュの生態系」「地球上で最も汚い都市」「ロシアで最も汚い都市」「チェリャビンスクの生態系」「チェリャビンスク地方の生態系」「ウラルの生態系」に対して与えられた検索結果の最初の10リンクは環境状況に関する肯定的または中立的な評価を含むべきである、としている。チェリャビンスク州政府の代表は、「ラジオフォビア（放射線恐怖症）」によって押しつけられた、無関係で事実と異なるイメージを払拭する必要があるとして、この注文書を出したとコメントした、 また、チェリビンスク州副知事は「地域の環境状況に関する情報を歪曲するつもりはなかった」と弁明している。検索エンジン最適化の専門家は、当局が選択した方法は効果がないと考えた。2012年春までに当局はこの方法を放棄し、雑誌に広告を掲載するなどのより伝統的な手段を選択した。